# Starry Night (album)
Starry Night è un album di cover del cantante spagnolo Julio Iglesias, pubblicato nel 1990.

## Tracce
1. Can't Help Falling in Love – 3:21 (George David Weiss, Hugo Peretti, Luigi Creatore)
2. And I Love Her – 3:15 (John Lennon, Paul McCartney)
3. Mona Lisa – 3:59 (Jay Livingston, Ray Evans)
4. Cryin' Time – 3:31 (Buck Owens)
5. Yesterday When I Was Young – 3:13 (Charles Aznavour, Herbert Kretzmer)
6. When I Need You – 4:19 (Albert Hammond, Carole Bayer Sager)
7. 99 Miles from L.A. – 4:10 (Albert Hammond, Hal David)
8. Vincent (Starry Starry Night) – 4:19 (Don McLean)
9. If You Go Away – 3:35 (Jacques Brel, Rod McKuen)
10. Love Has Been a Friend to Me – 3:24 (Albert Hammond, John Bettis)